# Jan Prüffer
Jan Prüffer (ur. 5 marca 1890 w Bołkunach, pow. drohicki, obecnie Białoruś, zm. 30 grudnia 1959 w Toruniu) – polski entomolog, lepidopterolog, profesor zwyczajny.
W latach 1901–1905 uczęszczał do gimnazjum państwowego w Częstochowie, z którego został relegowany za udział w strajku szkolnym. Od 1907 roku kontynuował naukę w Gimnazjum Polskim, tam w 1909 roku zdał maturę. W tym samym roku rozpoczął studia na Uniwersytecie Jagiellońskim, studiował nauki przyrodnicze, w tym zoologię pod kierunkiem Michała Siedleckiego. Ukończył studia magisterskie w 1914 roku, uzyskując absolutorium. W latach 1915–1917 nauczał w częstochowskich szkołach, m.in. w Gimnazjum Żeńskim Wacławy Chrzanowskiej (w latach 1916–1917 był jego dyrektorem). Członek Centralnego Komitetu Narodowego w Warszawie (VII 1916 – II 1917). W 1917 roku wstąpił do Legionów.
W 1918 roku został zatrudniony na Uniwersytecie Jagiellońskim jako demonstrator, a potem asystent Michała Siedleckiego, pracował też w Krajowej Stacji do Badań Szkodników Zwierzęcych na Roślinach, funkcjonującej przy Zakładzie Zoologii UJ. W 1920 roku uzyskał stopień doktora nauk biologicznych, tematem rozprawy doktorskiej był Przegląd motyli większych (Macrolepidoptera) okolic Krakowa, a promotorem Henryk Ferdynand Hoyer.
W latach 1920–1921 pracował w Warszawie, w Państwowym Muzeum Zoologicznym, na Uniwersytecie Warszawskim jako asystent u Konstantego Janickiego oraz na Wydziale Leśnym SGGW.
W 1922 roku przeniósł się do Wilna, gdzie podjął pracę jako zastępca profesora na Uniwersytecie Stefana Batorego i objął funkcję kierownika Katedry Zoologii. W 1930 roku uzyskał uprawnienia veniam legendi na podstawie rozprawy Badania nad unerwieniem i narządami zmysłowymi rożków i skrzydeł u Saturnia pyri L. w związku ze zjawiskiem wabienia samców przez samice. Przewód habilitacyjny otwarty początkowo na Uniwersytecie Poznańskim, przeniesiono na Uniwersytet Stefana Batorego.
4 lutego 1925 ożenił się ze studentką Wydziału Matematyczno-Przyrodniczego, Marią Znamierowską.
W 1931 roku otrzymał stanowisko profesora nadzwyczajnego na Uniwersytecie Stefana Batorego w Wilnie. W latach 1933–1934 pełnił funkcję dziekana Wydziału Matematyczno-Przyrodniczego USB.
Po likwidacji uczelni przez okupacyjne władze litewskie w 1939 roku zaangażował się w tajne nauczanie na poziomie licealnym i uniwersyteckim oraz pracował w wileńskich instytucjach rolniczych (Stacja Ochrony Roślin Wileńskiej Izby Rolnej, Laboratorium Kwarantanny Roślin, Laboratorium Agrotechniczne).
W 1945 roku wyjechał do Torunia, gdzie organizował Wydział Matematyczno-Przyrodniczy na tworzonym Uniwersytecie Mikołaja Kopernika. Był dziekanem tego wydziału w latach 1945–1947. W 1946 roku otrzymał tytuł profesora na Uniwersytecie Mikołaja Kopernika w Toruniu. Kierował Zakładem Zoologii Systematycznej oraz stacją badawczą w Koniczynce.
Odznaczony Krzyżem Oficerskim Orderu Odrodzenia Polski. Został pochowany na cmentarzu św. Jerzego w Toruniu. Jedna z ulic lewobrzeżnego Torunia nosi imię Marii i Jana Prüfferów.

## Wybrane publikacje
Ogłosił 142 publikacje naukowe, m.in.:
- Z badań nad zależnością barwy skrzydeł motyli od kształtu łusek (1916)
- Z zadań krajoznawstwa polskiego (1917)
- Z obserwacji nad szkodnikami wiosennemi ogrodów, położonych koło budynków sanitarnych na Prądniku Białym pod Krakowem (1919)
- Badania nad unerwieniem i narządami zmysłowemi rożków i skrzydeł u Saturnia pyri L. w związku ze zjawiskiem wabienia samców przez samice (1927)
- Przyczynek do znajomości motyli północno-wschodniej Polski (1927)
- Szkodniki zbóż obserwowane w Polsce w r. 1932 i 1933 (1935)
- Studia nad motylami Wileńszczyzny (1947)
- Układ nerwowo-czuciowy i narządy zmysłowe odnóży chrząszczy (1948)
- Przyczynek do znajomości motyli Wołynia (1949)
- O niektórych nowych lub rzadkich motylach Pomorza (1950, wspólnie z Edwardem Sołtysem)
- O pewnych swoistościach entomofauny rezerwatu cisowego Wierzchlas (1950)
- Budowa i życie owadów (1952)